# Pterolophia prosoploides
Pterolophia prosoploides là một loài bọ cánh cứng trong họ Cerambycidae.